# Élections législatives nord-irlandaises de 2003
Les élections législatives nord-irlandaises de 2003 (en anglais : Northern Ireland Assembly election, 2003) étaient les deuxièmes élections à l'Assemblée d'Irlande du Nord. Elles se sont déroulées le 26 novembre 2003, avec six mois de retard sur le calendrier initialement prévu, à la suite d'une décision du secrétaire d'État pour l'Irlande du Nord. Au moment des élections, l'exécutif régional était suspendu depuis un peu plus d'un an.

## Mode de scrutin
L'Assemblée comptait cent huit membres, élus lors d'un scrutin à vote unique transférable dans les dix-huit circonscriptions utilisées pour l'élection des députés à la Chambre des communes du Royaume-Uni, à raison de six élus par circonscription.

## Résultats
| Parti                           | Parti                                         | Voix    | %    | +/-  | Sièges | +/- |
| ------------------------------- | --------------------------------------------- | ------- | ---- | ---- | ------ | --- |
|                                 | Parti unioniste démocrate (DUP)               | 177 944 | 25,7 | +7,7 | 30     | +10 |
|                                 | Parti unioniste d'Ulster (UUP)                | 156 931 | 22,7 | +1,4 | 27     | -1  |
|                                 | Sinn Féin                                     | 162 758 | 23,5 | +5,9 | 24     | +6  |
|                                 | Parti social-démocrate et travailliste (SDLP) | 117 547 | 17,0 | -5,0 | 18     | -6  |
|                                 | Parti de l'Alliance d'Irlande du Nord (APNI)  | 25 372  | 3,7  | -2,8 | 6      | ±   |
|                                 | Divers                                        | 33 966  | 4,9  | -6,8 | 3      | -9  |
| TOTAL (participation : 63,05 %) | TOTAL (participation : 63,05 %)               | 674 518 | 97,5 | ±    | 108    | ±   |

## Conséquences
À la suite de ce scrutin, qui a vu la victoire, aussi bien chez les unionistes que chez les nationalistes, des partis les plus « radicaux », à savoir le DUP du pasteur Ian Paisley et le Sinn Féin de Gerry Adams, le gouvernement du Royaume-Uni a maintenu l'administration directe de l'Irlande du Nord, par l'intermédiaire du bureau pour l'Irlande du Nord. Aucun exécutif n'a donc été formé à l'issue de ce scrutin. Ce scrutin a ainsi marqué l'échec des partis modérés, au pouvoir entre 1999 et 2002, l'UUP unioniste du Premier ministre David Trimble, et le SDLP nationaliste du vice-Premier ministre Mark Durkan.